# Franjo Poljak
Franjo Poljak (Draganić, 12. rujna 1877. – Zagreb, 1939.) je hrvatski gospodarski stručnjak i političar, bankar, agronom, doktor prava i pjesnik. Bio je i zastupnik u Hrvatskomu saboru te pisao glazbene kritike.

## Životopis
Gimnaziju je završio u Karlovcu (Rakovac), pravo studirao u Zagrebu, Pragu i Beču. Za vrijeme studija pripadao je tzv. »realistima« ─ nastalima su pod utjecajem nauka češkoga profesora Masaryka. Realisti su tada bili većinom mlađi Hrvati, koji su tek svršili visoke škole, zaneseni socijalnim idejama.
Poljak je 1897. u Pragu, kao jedan od osnivača i urednika, djelovao u mjesečniku "Hrvatska misao". Jedan je od prvaka predratne Hrvatsko-srpske koalicije.
U Prvome svjetskom ratu nosio je čin zastavnika. U pobuni protiv Austro-Ugarske kojom su rukovodili bivši povratnici iz Sovjetske Rusije, spominje se i Franjo Poljak, koji se u studenomu 1918. godine vratio iz Sovjetske Rusije.
Bio je glavni tajnik Hrvatsko-slavonskoga gospodarskog društva (HSGD) te glavni direktor za vrijeme predsjednikovanja Miroslava grofa Kulmera. Poslije rata bio je i ravnatelj Središnje privredne i zadružne banke u Zagrebu.

## Političar
Bivši naprjednjak i koalicionaš, nakon razlaza sa Stjepanom Radićem ─ član je Demokratske stranke (Lj. Davidovića). Na zalasku svoga bavljenja politikom osnovao je Seljački savez. Seljački savez kao konzervativniji nije dobio veću podršku birača. Savez se politički suprotstavljao Hrvatskoj seljačkoj stranci koja je u zahtjevima bila radikalnija.
Od 2. travnja 1919. do 24. studenoga 1919. bio je ministar agrarne reforme Kraljevstva SHS, tada ga zamjenjuje Henrik (Hinko) Krizman. Bio je ministar u vladi Stojana Protića i u prvoj i drugoj vladi Ljube Davidovića. Kao ministar počeo je koristiti svoju funkciju glavnoga tajnika Hrvatsko-slavonskoga gospodarskog društva kako bi usmjeravao rad društva prema području Srbije. Gospodarsko društvo je kasnije propalo (najkasnije do 1932. g.). Davidovićeva skupina je imala određene rezerve prema agrarnoj reformi kako su je shvaćali i provodili pristaše Svetozara Pribićevića, to se osobito pokazalo nakon izdvajanja Pribićevićevske grupe iz Demokratske stranke i osnivanjâ Samostalne demokratske stranke. Bio je i zastupnik ministra poljoprivrede Kraljevstva Srba, Hrvata i Slovenaca.

### Protivnici i prijatelji
Negativno mišljenje o Poljaku izrazio je Miroslav Krleža. Poljak je pisao pjesme, a Krleža je te pjesme analizirao i ismijavao. Krležina tetka je bila uložila novac u propalu banku čija je pravna slijednica bila Središnja privredna i zadružna banka – Zagreb, gdje je radio Poljak. Novac joj je isplaćen. Prijateljevao je s književnikom Josipom Kosorom dok je radio u Tuzli. František (Franta) Hlaváček (poznat i kao Franjo Hlaváček) redovito se dopisivao s Franjom Poljakom koji je u to vrijeme boravio u karlovačkoj Baniji. S. Parmačević se pohvalno odnosio prema Franji Poljaku glede njegove sposobnosti (nije bilo i nije ispod časti) posvećivanja pjesničkome.

## Poduzetnik
Osim loših krajnjih rezultata Hrvatsko-slavonskoga gospodarskog društva, kao jedan od „državotvornih“ ministara, iz redova „Demokratske“ stranke, osobito se prometnuo ─ prometni Franjo Poljak. Na jednome ugovoru, što su ga 1919. u ime Gospodarskoga društva (HSGD) potpisali Miroslav grof Kulmer i Franjo Poljak uz zastupnika »Prve hrvatske štedionice« i tvornice likera, te Otto Stern, Poljak je zaradio milijune.

## Djela
- Poljak, Franjo. Jesenji cvjetovi : pjesme, Zagreb, 1924.